# Lucinha Turnbull
Lúcia Maria Turnbull, conhecida como Lucinha Turnbull (São Paulo, 22 de abril de 1953), é uma cantora, compositora e guitarrista brasileira.
Lucinha Turnbull é considerada a primeira mulher a tocar guitarra no Brasil.
Reside em São Paulo, no bairro da Lapa.

## Carreira
Filha de pai escocês e mãe brasileira, ganhou seu primeiro violão Di Giorgio, que apelidou de "Horácio" e mantem até hoje, aos 13 anos. Nesta idade, Lucinha já tocava pandeiro na Capops (Cagando e Andando Para a Opinião Pública), banda formada entre amigos do prédio em que morava. Com 15, teve a oportunidade de assistir Luiz Gonzaga ao vivo e inúmeros concertos de música clássica no Theatro Municipal de São Paulo.
Aos 16 anos mudou-se para Londres e da lá assistiu o histórico Show do Exílio, comandado por Caetano Veloso, Gilberto Gil e a banda Núcleos. Na capital inglesa formou o grupo folk Solid British Hat Band.
De volta ao Brasil em 1972 fez seu primeiro show profissional tocando guitarra, no Teatro Oficina, numa peça do Luiz Antonio Martinez Corrêa. Depois, fez o show de abertura para os Mutantes no mesmo teatro. Em seguida formou uma dupla com Rita Lee, as Cilibrinas do Éden, e participaram do festival Phono 73, em São Paulo. Em 1973, passou a atuar como guitarrista e vocalista, ao lado de Rita Lee, no grupo Tutti Frutti, com o qual excursionou pelo Brasil.
Em 1976, formou o grupo Bandolim e participou do musical "Rocky Horror Show", interpretando a personagem Janet Weiss.
Em 1977, participou dos vocais de "Refavela" e "Refestança"  com Gilberto Gil e Rita Lee.
Em 1979, gravou o compacto "Ói nóis aqui outra vez", dos Demônios da Garoa.
Ao longo de sua carreira, tocou e cantou em discos de Caetano Veloso ("Cinema transcendental"), Rita Lee ("Babilônia"), Moraes Moreira ("Lá vem o Brasil descendo a ladeira"), Guilherme Arantes ("Corações paulistas"), Erasmo Carlos ("Erasmo convida") e Luli e Lucina ("Luli e Lucinha"), entre outros.
Lançou seu primeiro LP, "Aroma", produzido por Perinho Santana, em 1980.
Em 1982, participou do Festival de Águas Claras.
Sua música "Bobagem" (com Rita Lee) foi incluída no disco "Marginal", de Cássia Eller. Também tem trabalhos com Suely Mesquita, Mauro Santa Cecília, Mathilda Kóvak e Marcio Lomiranda.
Foi morar na Alemanha e na volta ao Brasil tem feito apresentações esporádicas.
Em 2011, se apresenta na Virada Cultural de São Paulo.
Em 2017, colaborou com Edgard Scandurra e Silvia Tape no lançamento de EST.
Em 2020, é lançado o documentário "Lucinha Turnbull", dirigido por Luiz Thunderbird e Zé Mazzei.

## Prêmios
- 1974 - Melhor guitarra rítmica do Brasil, dado pela Revista Pop.[4]